# Hörspielmusik
Hörspielmusik ist ein Oberbegriff für Musik, die im Hörspiel zum Einsatz kommt. In ihren dramaturgischen Mitteln ist sie der älteren Bühnenmusik und der etwa gleichzeitig entstehenden Filmmusik verwandt. Ihre Komponisten sind oft gleichzeitig Bühnen- und Filmmusikkomponisten.

## Geschichte
In der Entstehungszeit des Hörfunks in den 1920er-Jahren machte man sich Gedanken über eine medienspezifische Musik, die etwa zur Gattung der Radiomusik führten. Neue Mischformen von Musik und Dialog wie im Hörspiel Leben in dieser Zeit (1929) von Erich Kästner mit der Musik von Edmund Nick konnten breiten Publikumserfolg haben. Durch den Tonfilm seit 1930 und dann vor allem durch das Fernsehen seit den 1950er-Jahren wurde das Hörspiel in eine Nische zurückgedrängt.
Das Hörspiel nutzt oft die Möglichkeiten der Collage, um sich von einer älteren Theaterdramaturgie abzusetzen. Daraus haben sich verschiedene Formen der Klangkunst entwickelt. Wie die Filmmusik kann die Hörspielmusik tektonische und syntaktische Funktionen haben, also das Hörspiel durch Einschübe gliedern, Spannungsbögen gestalten, aber auch als Hintergrundmusik Schauplätze andeuten oder (als extra-diegetische Musik) Stimmungen verdeutlichen. Zu Beginn häufig, ab 1950 seltener sind Gesangseinlagen wie bei der Funkoper. 
Zeitweise standen für die Einspielung von Hörspielmusik größere Klangkörper zur Verfügung wie das WDR Rundfunkorchester Köln. Traditionell entsprechen dem Kammerspiel-Charakter des moderneren Hörspiels eher die kleineren Ensembles. In neuerer Zeit ist die Komposition von Hörspielmusik mit dem Sounddesign verschmolzen, und postdramatische Mischungen von Sprache und Musik sind entstanden.
Mehr als die auf breitere Wirkung ausgerichtete Filmmusik wurde Hörspielmusik immer auch als Medium einer musikalischen Avantgarde verstanden. Zum Beispiel Pierre Boulez, Hans Werner Henze, Hans Jönsson, Mauricio Kagel und Bernd Alois Zimmermann haben Hörspielmusik komponiert.